# Либералы (Швеция)
Либералы (швед. Liberalerna) — шведская либеральная политическая партия. Основана в 1934 году под названием Народная партия (швед. Folkpartiet), считает себя преемницей Национальной ассоциации свободомыслящих (швед. Frisinnade landsföreningen), основанной в 1902 году и называвшейся с 1923 года Либеральная народная партия (швед. Frisinnade folkpartiet).
В 1990 году получила название Народная партия — либералы (швед. Folkpartiet liberalerna), с 22 ноября 2015 года носит современное название.
В 1944—1967 годах лидером партии был выдающийся экономист Бертиль Олин, в 1977 году удостоенный Нобелевской премии по экономике.
В 1978 году партия сформировала просуществовавшее около года правительство меньшинства, возглавлявшееся тогдашним лидером партии Улой Ульстеном. Боролась против дискриминации женщин. 4 февраля 1995 года Мария Лейсснер стала первой женщиной-председателем Либеральной партии и пробыла на этом посту по 15 марта 1997 года.
Выступала за вступление Швеции в Европейский союз (что и произошло в 1995 году), выступает за расширение ЕС и усиление евроинтеграции. После окончания холодной войны начала поддерживать вступление Швеции в НАТО.
На выборах в Риксдаг 17 сентября 2006 года набрала 418 395 (7,54 %) голосов и получила 28 мест из 349, заняв 4-е место. На выборах в Европарламент в 2009 году партия смогла занять 3 мандата, их заняли Марит Полсен, Олле Шмидт, Сесилия Викстрем. По итогам парламентских выборов 2010 года партия получила 407 816 (7,1 %) голоса и 24 депутатских места.

## Организационная структура
Партия состоит из ленных федераций (länsförbund), ленные федерации из секций (lokal förening). Высший орган — национальная конференция (landsmöte), между национальными конференциями — совет (partiråd), между советами — правление (partistyrelse), состоящее из председателя (partiordförande) и членов.
Федерации
Федерации соответствуют избирательным округам. Высший орган федерации — федеральная конференция (länsförbundsmöte), между федеральными конференциями — федеральное правление (länsförbundsstyrelse), состояще из председателя (länsförbundsordförande) и членов.
Секции
Секции соответствуют коммунам. Высший орган секции — общее собрание секции (föreningsmedlemsmöte), между общими собраниями секции — правление секции  (föreningstyrelse), состоящее из председателя (föreningsordförande) и членов.
Смежные организации
- Союз либеральной молодёжи (Liberala ungdomsförbundet);
- Союз либеральных женщин (Liberala kvinnor);
- Союз либеральных студентов;
- Фонд Карла Стааффса (Karl Staaffs fond för frisinnade ändamål).

Союз либеральной молодёжи
Союз либеральной молодёжи (СЛМ) состоит из округов (distrik). Высший орган союза — съезд (kongressen), между съездам — правление (förbundsstyrelsen), состоящее из председателя  (förbundsordföranden) и членов правления.
Округа союза
Округа соответствуют ленам. Крупные округа могут делиться на клубы (klubb). Высший орган округа — окружная конференция (distriktsmöte), между окружными конференциями — окружное правление (distriktsstyrelsen), состоящее из председателя окружного правления (distriktsordförande), заместителя председателя окружного правления и членов.
Печатный орган
Печатным органом партии является «Тиднинген НУ» (Tidningen NU).